# Simsia guatemalensis
Simsia guatemalensis là một loài thực vật có hoa trong họ Cúc. Loài này được H.Rob. & Brettell miêu tả khoa học đầu tiên năm 1972.